# Corti di Mr. Magoo
I corti del personaggio animato Mr. Magoo, sono stati distribuiti negli Stati Uniti dalla United Productions of America dal 1949 al 1960.
| n° | Titolo originale                               | Titolo italiano                                | Prima TV USA | Prima TV Italia |
| -- | ---------------------------------------------- | ---------------------------------------------- | ------------ | --------------- |
| 1  | Ragtime Bear                                   | L'orso chitarrista                             |              |                 |
| 2  | Spellbound Hound                               | Il pescatore di lago                           |              |                 |
| 3  | Trouble Indemnity                              |                                                |              |                 |
| 4  | Bungled Bungalow                               |                                                |              |                 |
| 5  | Barefaced Flatfoot                             |                                                |              |                 |
| 6  | Fuddy Duddy Buddy                              | Una partita di tennis                          |              |                 |
| 7  | Grizzly Golfer                                 | A golf con l'orso                              |              |                 |
| 8  | Sloppy Jalopy                                  | Regalo per il compleanno                       |              |                 |
| 9  | The Dog Snatcher                               | La pantera nera                                |              |                 |
| 10 | Pink and Blue Blues                            | L'ammutinamento del cane                       |              |                 |
| 11 | Hotsy Footsy                                   | Una gara di ballo                              |              |                 |
| 12 | Captains Outrageous                            |                                                |              |                 |
| 13 | Safety Spin                                    |                                                |              |                 |
| 14 | Magoo's Masterpiece                            |                                                |              |                 |
| 15 | Magoo Slept Here                               | L'antiquario                                   |              |                 |
| 16 | Magoo Goes Skiing                              |                                                |              |                 |
| 17 | Kangaroo Courting                              | Il guanto di Giulietta                         |              |                 |
| 18 | Destination Magoo                              | Destinazione Luna                              |              |                 |
| 19 | When Magoo Flew                                | Magoo, il miope aviatore (Un volo movimentato) |              |                 |
| 20 | Magoo's Check-Up                               |                                                |              |                 |
| 21 | Magoo's Express                                |                                                |              |                 |
| 22 | Madcap Magoo                                   |                                                |              |                 |
| 23 | Stage Door Magoo                               |                                                |              |                 |
| 24 | Magoo Makes News                               | Il reclamo sbagliato                           |              |                 |
| 25 | Magoo's Canine Mutiny                          | Il cinofilo                                    |              |                 |
| 26 | Magoo Goes West                                |                                                |              |                 |
| 27 | Calling Doctor Magoo                           | La cura miracolosa                             |              |                 |
| 28 | Magoo Beats the Heat                           | Colpo di calore                                |              |                 |
| 29 | Magoo's Puddle Jumper                          | Magoo, il miope subacqueo                      |              |                 |
| 30 | Trailblazer Magoo                              | Safari in città                                |              |                 |
| 31 | Magoo's Problem Child                          |                                                |              |                 |
| 32 | Meet Mother Magoo                              |                                                |              |                 |
| 33 | Magoo Goes Overboard                           |                                                |              |                 |
| 34 | Matador Magoo                                  | Magoo, il miope matador                        |              |                 |
| 35 | Magoo Breaks Par                               | Un club speciale                               |              |                 |
| 36 | Magoo's Glorious Fourth                        |                                                |              |                 |
| 37 | Magoo's Masquerade                             | Ballo mascherato                               |              |                 |
| 38 | Magoo Saves the Bank                           | I sudati risparmi                              |              |                 |
| 39 | Rock Hound Magoo                               |                                                |              |                 |
| 40 | Magoo's Moose Hunt                             |                                                |              |                 |
| 41 | Magoo's Private War                            | La guerra privata                              |              |                 |
| 42 | Magoo's Young Manhood                          |                                                |              |                 |
| 43 | Scoutmaster Magoo                              |                                                |              |                 |
| 44 | The Explosive Mr. Magoo                        | Il dinamitardo                                 |              |                 |
| 45 | Magoo's Three-Point Landing                    |                                                |              |                 |
| 46 | Magoo's Cruise                                 | 20.000 beghe sotto i mari                      |              |                 |
| 47 | Love Comes to Magoo                            |                                                |              |                 |
| 48 | Gumshoe Magoo                                  | L'uomo dal braccio duro                        |              |                 |
| 49 | Bwana Magoo                                    | Caccia grossa                                  |              |                 |
| 50 | Magoo's Homecoming                             | Raduno allo zoo                                |              |                 |
| 51 | Merry Minstrel Magoo                           | Visita dal dentista                            |              |                 |
| 52 | Magoo's Lodge Brother                          | Invito a Congresso                             |              |                 |
| 53 | Terror Faces Magoo                             |                                                |              |                 |
| 54 | 1001 Arabian Nights                            |                                                |              |                 |
| 55 | Magoo Meets Boing Boing (The Noise-Making Boy) |                                                |              |                 |
| 56 | Magoo Meets Frankenstein                       |                                                |              |                 |
| 57 | I Was a Teenage Magoo                          |                                                |              |                 |